# 六柱虫
六柱虫（学名：Hexastylus phaenaxonius）为三轴球虫科六柱虫属的动物。分布于中太平洋，包括东海等海域。